# Roberto Francisco Ferrería Paz
Roberto Francisco Ferrería Paz (ur. 5 czerwca 1953 w Montevideo) – brazylijski duchowny katolicki, biskup Campos od 2011.

## Życiorys

### Prezbiterat
16 sierpnia 1989 otrzymał święcenia kapłańskie i został inkardynowany do archidiecezji Porto Alegre. Pracował przede wszystkim jako duszpasterz parafialny na terenie Porto Alegre, był także m.in. wykładowcą seminarium w Viamão, sędzią trybunału kościelnego oraz wikariuszem sądowym w trybunale międzydiecezjalnym.

### Episkopat
19 grudnia 2007 został mianowany biskupem pomocniczym archidiecezji Niterói, ze stolicą tytularną Accia. Sakry biskupiej udzielił mu w archikatedrze w Porto Alegre 22 lutego 2008 arcybiskup Alano Maria Pena.
8 czerwca 2011 został mianowany biskupem diecezji Campos.